# Dendrochilum ophiopogonoides
Dendrochilum ophiopogonoides är en orkidéart som beskrevs av Johannes Jacobus Smith. Dendrochilum ophiopogonoides ingår i släktet Dendrochilum och familjen orkidéer.
Artens utbredningsområde är Sumatera.

## Underarter
Arten delas in i följande underarter:
- D. o. kerintjiense
- D. o. merapiense
- D. o. ophiopogonoides